# Ковшаров Іван Акимович
Іван Акимович Ковшаров (нар. 28 жовтня 1911 — 21 лютого 1998) —  радянський військовий льотчик, Герой Радянського Союзу (1941), у роки німецько-радянської війни штурман ескадрильї 225-го блжньобомбардувального авіаційного полку 3-й резервної авіаційної групи 4-ї Окремої армії.

## Біографія
Народився 28 жовтня 1911 в селі Глибоцьке (нині Гомельського району Гомельської області Білорусі) в селянській родині. Білорус. У 1936 році закінчив зоотехнікум в селі Мала Белиця Сенненського району Вітебської області. Працював завідувачем тваринницької ферми радгоспу «Адаменки» Могильовського району.
У Червоній Армії з 1936 року. У 1937 році закінчив військову школу льотчиків і льотнабів в Оренбурзі.
Брав участь у боях на річці Халхін-Гол в 1939 році і в радянсько-фінській війні 1939-40 років.
Учасник німецько-радянської війни з червня 1941 року.  Штурман ескадрильї 225-го ближньобомбардувального авіаційного полку (третя резервна авіаційна група, 4-а Окрема армія) лейтенант Іван Ковшаров до грудня 1941 року зробив 99 бойових вильотів на бомбардування скупчень живої сили і техніки противника і завдав йому великої шкоди. Всього за час війни здійснив 157 бойових вильотів. 
Указом Президії Верховної Ради СРСР від 17 грудня 1941 за зразкове виконання бойових завдань командування на фронті боротьби із загарбниками і проявлені при цьому мужність і героїзм, лейтенанту Івану Акимовичу Ковшарову присвоєно звання Героя Радянського Союзу з врученням ордена Леніна і медалі «Золота Зірка» (№ 648).  
У 1944 році капітан І.А. Ковшар закінчив Військово-повітряну академію.
Після війни продовжував службу у ВПС СРСР.
З 1961 року підполковник І.А. Ковшар – в запасі. Жив у місті Києві, де і помер 21 лютого 1998 року.

## Інші почесні звання
Почесний громадянин міста Тихвін Ленінградської області.